# Княгиня (приток Мертвы)
Княгиня — речка в России, протекает в Могилёвской и Смоленской областях, правый приток Мертвы. Длина 11 километров. Площадь водосбора 116 км².
Начинается возле деревни Милейково Мстиславского района. Течёт в общем направлении на северо-восток. На реке находятся деревни Князищево Могилёвской области и Большой Рай, Малый Рай, Обидовка, Красная Раевка, Раевка Смоленской области. Впадает в Мертву возле деревни Раевка.
Согласно справочнику «Ресурсы поверхностных вод СССР. Гидрологическая изученность» впадает в Вихру, а Мертва является её притоком.